# Borussia Verein für Bewegungspiele Neunkirchen 1995-1996
Questa voce raccoglie le informazioni riguardanti il Borussia Verein für Bewegungspiele Neunkirchen nelle competizioni ufficiali della stagione 1995-1996.

## Stagione
Nella stagione 1995-1996 il Borussia Neunkirchen, allenato da Guido Mey, Gerd Schwickert e Uwe Grub, concluse il campionato di Regionalliga ovest-sudovest al 18º posto.

## Rosa
| N. |                                 | Ruolo | Calciatore        |
| -- | ------------------------------- | ----- | ----------------- |
| 1  | Germania (bandiera)             | P     | Sascha Purket     |
| 5  | Germania (bandiera)             | D     | Marco Schmit      |
|    | Germania (bandiera)             | P     | Thomas Schneider  |
|    | Germania (bandiera)             | D     | Sascha Edelmann   |
|    | Germania (bandiera)             | D     | Frank Geib        |
|    | Germania (bandiera)             | D     | Norman Klein      |
|    | Germania (bandiera)             | D     | Markus Kneip      |
|    | Germania (bandiera)             | D     | Frank Lebong      |
|    | Bosnia ed Erzegovina (bandiera) | D     | Elvir Melunovic   |
|    | Georgia (bandiera)              | D     | Dmitri Papava     |
|    | Bulgaria (bandiera)             | D     | Valentin Valchev  |
|    | Germania (bandiera)             | D     | Christian Walther |
|    | Germania (bandiera)             | D     | Andreas Wittling  |
|    | Nigeria (bandiera)              | C     | Adetunji Adeyemi  |
|    | Germania (bandiera)             | C     | Sascha Bähring    |
|    | Germania (bandiera)             | C     | Pascal Euler      |

| N. |                     | Ruolo | Calciatore          |
| -- | ------------------- | ----- | ------------------- |
|    | Germania (bandiera) | C     | Frank Gießelmann    |
|    | Turchia (bandiera)  | C     | Öczan Güler         |
|    | Germania (bandiera) | C     | Jörn Herz           |
|    | Germania (bandiera) | C     | Uli Kiefer          |
|    | Germania (bandiera) | C     | Thorsten Lahm       |
|    | Germania (bandiera) | C     | Carlo Müller        |
|    | Germania (bandiera) | C     | Alexander Quirin    |
|    | Romania (bandiera)  | C     | Catalin Racanel     |
|    | Germania (bandiera) | C     | Dirk Schäfer        |
|    | Romania (bandiera)  | C     | Dorel Toderas       |
|    | Germania (bandiera) | C     | David Tröß          |
|    | Germania (bandiera) | C     | Andreas Wagner      |
|    | Germania (bandiera) | A     | Ralph Flausse       |
|    | Germania (bandiera) | A     | Markus Hummel       |
|    | Nigeria (bandiera)  | A     | Ojokojo Torunarigha |

## Organigramma societario
Area tecnica
- Allenatore: Uwe Grub
- Allenatore in seconda:
- Preparatore dei portieri:
- Preparatori atletici:
- Analisi video:

## Calciomercato

### Sessione estiva
| Acquisti | Acquisti            | Acquisti          | Acquisti |
| R.       | Nome                | da                | Modalità |
| -------- | ------------------- | ----------------- | -------- |
| A        | Ojokojo Torunarigha | Chemnitz          |          |
| D        | Valentin Valchev    | Lokomotiv Plovdiv |          |

| Cessioni | Cessioni    | Cessioni       | Cessioni |
| R.       | Nome        | a              | Modalità |
| -------- | ----------- | -------------- | -------- |
| C        | Marco Emich | FSV Jägersburg |          |
| C        | Frank Süs   | Hertha Berlino |          |

### Sessione invernale
| Acquisti | Acquisti    | Acquisti  | Acquisti |
| R.       | Nome        | da        | Modalità |
| -------- | ----------- | --------- | -------- |
| C        | Öczan Güler | Gütersloh |          |

| Cessioni | Cessioni       | Cessioni              | Cessioni |
| R.       | Nome           | a                     | Modalità |
| -------- | -------------- | --------------------- | -------- |
| A        | Melori Bigvava | Saarbrücken           |          |
| C        | Stefan Simm    | Eintracht Norderstedt |          |

## Risultati

### Regionalliga ovest-sudovest

#### Girone di andata
| Arbitro: | Merk |

|                        |           |                           |
| Flausse 14’ Wagner 21’ | Marcatori | 25’ Policella 58’ Langers |

| Arbitro: | Kortholt |

|                                             |           |             |
| Bertelsbeck 5’ Kempkens 15’ Scharf 80’, 89’ | Marcatori | 62’ Flausse |

| Neunkirchen 6 agosto 1995, ore 15:00 CEST 3ª giornata | Borussia Neunkirchen | 0 – 0 referto | Homburg | Ellenfeldstadion (5 500 spett.)\| Arbitro: \| Schütz \| |
| Arbitro:                                              | Schütz               |               |         |                                                         |

| Arbitro: | Blüthgen |

|            |           |  |
| Acquah 65’ | Marcatori |  |

| Arbitro: | Leimert |

|  |           |                    |
|  | Marcatori | 9’ Weber 88’ Dacic |

| Arbitro: | Margenberg |

|                                     |           |  |
| Baziuk 46’ Meinke 56’ Ostermann 75’ | Marcatori |  |

| Arbitro: | Haupt |

|  |           |                            |
|  | Marcatori | 23’ Marquardt 90’ Schröder |

| Arbitro: | Schweitzer |

|                             |           |                        |
| Thomas 45’ (rig.), 78’, 81’ | Marcatori | 29’ Bigvava 73’ Hummel |

| Arbitro: | Wicht |

|                              |           |                              |
| Flausse 55’ (rig.) Kneip 57’ | Marcatori | 49’ (rig.) Hecking 81’ Dočev |

| Arbitro: | Domurat |

|            |           |  |
| Wuckel 38’ | Marcatori |  |

| Arbitro: | Clemens |

|                |           |  |
| Kneip 17’, 70’ | Marcatori |  |

| Arbitro: | Gerber |

|                     |           |                        |
| Kramny 12’ Musa 69’ | Marcatori | 26’ Hummel 81’ Bigvava |

| 15 ottobre 1995 13ª giornata |  | – turno di riposo |  |  |

| Arbitro: | Thiemer |

|                    |           |  |
| Flausse 74’ (rig.) | Marcatori |  |

| Arbitro: | Jansen |

|                                    |           |           |
| van der Ven 22’, 86’ Konerding 64’ | Marcatori | 76’ Kneip |

| Arbitro: | Zumkier |

|            |           |                               |
| Hummel 72’ | Marcatori | 20’, 68’ Kämper 62’ Riechmann |

| Arbitro: | Schneider |

|                             |           |  |
| Harde 16’ Heß 27’ Vasak 73’ | Marcatori |  |

| Arbitro: | Fandel |

|                       |           |                      |
| Bigvava 4’ Hummel 23’ | Marcatori | 34’ Neumann 58’ Ruth |

| Arbitro: | Insam |

|                               |           |          |
| Silberbach 11’, 68’ Milde 70’ | Marcatori | 44’ Lahm |

#### Girone di ritorno
| Treviri 10 dicembre 1995, ore 15:00 CET 20ª giornata | Eintracht Treviri | 0 – 0 referto | Borussia Neunkirchen | Moselstadion (1 200 spett.)\| Arbitro: \| Oprei \| |
| Arbitro:                                             | Oprei             |               |                      |                                                    |

| Arbitro: | Clemens |

|                   |           |  |
| Lahm 3’ Güler 89’ | Marcatori |  |

| Arbitro: | Gerber |

|                                               |           |  |
| Knobloch 10’ Dimitrijevic 12’ Stanic 72’, 76’ | Marcatori |  |

| Arbitro: | Kortholt |

|  |           |           |
|  | Marcatori | 4’ Frings |

| Arbitro: | Jonsson |

|                                              |           |  |
| Menzel 43’ Klauß 48’ Weber 63’ Elsenrath 70’ | Marcatori |  |

| Arbitro: | Schäfer |

|  |           |             |
|  | Marcatori | 82’ Raschke |

| Arbitro: | Liedtke |

|                                  |           |  |
| Marquardt 47’ Ciucă 49’ Abel 87’ | Marcatori |  |

| Arbitro: | Blüthgen |

|             |           |            |
| Adeyemi 75’ | Marcatori | 61’ Thomas |

| Arbitro: | Plettenberg |

|                      |           |  |
| Holick 24’ Weber 72’ | Marcatori |  |

| Arbitro: | Schütz |

|                 |           |           |
| Quirin 76’, 78’ | Marcatori | 74’ Klein |

| Arbitro: | Orde |

|                     |           |                     |
| Paul 51’ Muchka 72’ | Marcatori | 7’ Lahm 85’ Schäfer |

| Arbitro: | Leimert |

|          |           |                                 |
| Lahm 80’ | Marcatori | 44’ Brose 64’ Kramny 67’ Bürger |

| 21 aprile 1996 32ª giornata |  | – turno di riposo |  |  |

| Arbitro: | Thiemer |

|             |           |             |
| Schmitz 66’ | Marcatori | 16’ Flausse |

| Arbitro: | Webers |

|             |           |                                         |
| Adeyemi 60’ | Marcatori | 13’, 55’ Ekmeščić 56’ Ellguth 87’ Papić |

| Arbitro: | Szukat |

|  |           |             |
|  | Marcatori | 30’ Racanel |

| Arbitro: | Hotop |

|                 |           |                   |
| Torunarigha 28’ | Marcatori | 53’ Heß 87’ Harde |

| Arbitro: | Schütz |

|                                  |           |                 |
| Ojigwe 41’ Becker 81’ Dengel 87’ | Marcatori | 89’ Torunarigha |

| Arbitro: | Clemens |

|  |           |               |
|  | Marcatori | 49’ Giertulla |

## Statistiche

### Statistiche di squadra
| Competizione                | Punti | In casa | In casa | In casa | In casa | In casa | In casa | In trasferta | In trasferta | In trasferta | In trasferta | In trasferta | In trasferta | Totale | Totale | Totale | Totale | Totale | Totale | DR  |
| Competizione                | Punti | G       | V       | N       | P       | Gf      | Gs      | G            | V            | N            | P            | Gf           | Gs           | G      | V      | N      | P      | Gf     | Gs     | DR  |
| --------------------------- | ----- | ------- | ------- | ------- | ------- | ------- | ------- | ------------ | ------------ | ------------ | ------------ | ------------ | ------------ | ------ | ------ | ------ | ------ | ------ | ------ | --- |
| Regionalliga ovest-sudovest | 24    | 18      | 4       | 5       | 9       | 18      | 27      | 18           | 1            | 4            | 13           | 12           | 42           | 36     | 5      | 9      | 22     | 30     | 69     | -39 |
| Totale                      | 24    | 18      | 4       | 5       | 9       | 18      | 27      | 18           | 1            | 4            | 13           | 12           | 42           | 36     | 5      | 9      | 22     | 30     | 69     | -39 |

### Andamento in campionato
| Giornata  | 1 | 2  | 3  | 4  | 5  | 6  | 7  | 8  | 9  | 10 | 11 | 12 | 13 | 14 | 15 | 16 | 17 | 18 | 19 | 20 | 21 | 22 | 23 | 24 | 25 | 26 | 27 | 28 | 29 | 30 | 31 | 32 | 33 | 34 | 35 | 36 | 37 | 38 |
| --------- | - | -- | -- | -- | -- | -- | -- | -- | -- | -- | -- | -- | -- | -- | -- | -- | -- | -- | -- | -- | -- | -- | -- | -- | -- | -- | -- | -- | -- | -- | -- | -- | -- | -- | -- | -- | -- | -- |
| Luogo     | C | T  | C  | T  | C  | T  | C  | T  | C  | T  | C  | T  |    | C  | T  | C  | T  | C  | T  | T  | C  | T  | C  | T  | C  | T  | C  | T  | C  | T  | C  |    | T  | C  | T  | C  | T  | C  |
| Risultato | N | P  | N  | P  | P  | P  | P  | P  | N  | P  | V  | N  |    | V  | P  | P  | P  | N  | P  | N  | V  | P  | P  | P  | P  | P  | N  | P  | V  | N  | P  |    | N  | P  | V  | P  | P  | P  |
| Posizione | 8 | 17 | 17 | 19 | 19 | 19 | 19 | 19 | 19 | 19 | 18 | 18 | 18 | 17 | 17 | 18 | 19 | 18 | 19 | 18 | 18 | 18 | 18 | 18 | 18 | 18 | 18 | 18 | 18 | 18 | 18 | 18 | 18 | 18 | 18 | 18 | 18 | 18 |

Legenda:

Luogo: C = Casa; T = Trasferta. Risultato: V = Vittoria; N = Pareggio; P = Sconfitta.

### Statistiche dei giocatori
| A. Adeyemi     | 23 | 2 | 8  | 0 |
| M. Bigvava     | 19 | 3 | 4  | 0 |
| S. Bähring     | 4  | 0 | 1  | 0 |
| S. Edelmann    | 1  | 0 | 0  | 0 |
| P. Euler       | 2  | 0 | 0  | 0 |
| R. Flausse     | 32 | 5 | 7  | 0 |
| F. Geib        | 2  | 0 | 0  | 0 |
| F. Gießelmann  | 31 | 0 | 4  | 0 |
| Ö. Güler       | 11 | 1 | 3  | 0 |
| J. Herz        | 3  | 0 | 1  | 0 |
| M. Hummel      | 27 | 4 | 3  | 1 |
| U. Kiefer      | 34 | 0 | 8  | 1 |
| N. Klein       | 0  | 0 | 0  | 0 |
| M. Kneip       | 23 | 4 | 2  | 0 |
| T. Lahm        | 20 | 4 | 3  | 0 |
| F. Lebong      | 23 | 0 | 4  | 1 |
| E. Melunovic   | 17 | 0 | 4  | 1 |
| C. Müller      | 1  | 0 | 0  | 0 |
| D. Papava      | 29 | 0 | 10 | 1 |
| S. Purket      | 35 | 0 | 3  | 0 |
| A. Quirin      | 22 | 2 | 6  | 1 |
| C. Racanel     | 20 | 1 | 2  | 0 |
| M. Schmit      | 1  | 0 | 0  | 0 |
| T. Schneider   | 2  | 0 | 0  | 0 |
| D. Schäfer     | 11 | 1 | 0  | 0 |
| S. Simm        | 6  | 0 | 0  | 1 |
| D. Toderas     | 10 | 0 | 1  | 0 |
| O. Torunarigha | 15 | 2 | 2  | 0 |
| D. Tröß        | 7  | 0 | 2  | 0 |
| V. Valchev     | 21 | 0 | 1  | 0 |
| A. Wagner      | 17 | 1 | 0  | 0 |
| C. Walther     | 4  | 0 | 0  | 0 |
| A. Wittling    | 1  | 0 | 0  | 0 |